# Personaggi di Malcolm
Questa voce contiene un elenco dei personaggi presenti nella serie televisiva Malcolm.

## Personaggi principali
- Malcolm Wilkerson (stagioni 1-7), interpretato da Frankie Muniz, doppiato da Ilaria Latini (st. 1-5) e Alessandro Tiberi (st.6-7).[1]
È il terzogenito. Protagonista assoluto della serie, è razionale, studioso, equilibrato, diligente nello studio, con un QI di 165 è ritenuto il ragazzo più intelligente della sua scuola tanto da essere spostato in una classe per "cervelloni" nella quale comunque si trova a disagio. Grazie alla sua intelligenza cerca di trovare soluzione a tutto, anche quando probabilmente non ce ne sono. Apparentemente non esiste limite alle sue potenzialità: come viene affermato da un consulente scolastico lui potrebbe primeggiare e avere successo in un qualunque impiego. Quando Lois era incinta di Malcolm, Hal cercava di incoraggiare l'intelletto di Reese con filastrocche culturali, che potrebbero aver influenzato Malcolm in fase fetale. Malcolm, tuttavia, cerca di conciliare il suo alto quoziente intellettivo col desiderio di avere una vita normale. Di contro, è molto egocentrico, non ammette quasi mai i propri errori e difende le proprie idee in ogni modo, anche a costo di negare l'evidenza. Ha una personalità narcisista, maniacale, ipercritica, polemica e paranoica la quale lo fa circondare da pochissimi amici (l'unico fisso è Stevie Kenarban), ma sembra avere una certa attrattiva sulle ragazze (specie da quando entra al liceo), con relazioni piuttosto brevi, sempre a causa del suo carattere difficile. Perderà la verginità nell'episodio 130 (7x01) con una donna molto più grande (interpretata da Rosanna Arquette). La sua stessa intelligenza e il continuo porsi dubbi, domande e perplessità lo intrappolano in un perenne stato di infelicità, tanto da ingigantire anche i problemi più insignificanti. La noia che domina lui e i suoi fratelli, Reese e Dewey, li portano a compiere ogni tipo di malefatte, ai limiti del vandalismo che li ha portati ad una pessima reputazione nel vicinato, tra i tre Malcolm è inconsapevolmente il capobanda. Tutta la famiglia si affida a lui per risolvere ogni tipo di problema, fino all'ultima puntata quando la madre Losi ammette di aver controllato tutta la sua vita affinché potesse, un giorno, diventare il primo Presidente degli Stati Uniti "a occuparsi anche della povera gente, e a non curarsi solo degli affari suoi". Sembra l'unico che riesca a vedere il reale stato di degrado sociale in cui perversa la sua famiglia, vergognandosene e ammettendo più volte di sentirsi fuori posto. Ha un'esperienza lavorativa al Lucky Aide, supermercato di zona dove lavora la madre, e nell'ultima puntata ottiene lavoro come bidello ad Harvard, per potersi mantenere gli studi alla stessa. Come ogni Wilkerson, Malcolm ha dei talenti innati: oltre a essere un genio, è un eccellente ballerino da sala, nonché un ottimo giocatore di pallacanestro.
- Reese Wilkerson (stagioni 1-7), interpretato da Justin Berfield, doppiato da Tatiana Dessi (st.1-5) e Davide Perino (st. 6-7).[1]
È il secondogenito. Sin dalla scuola media è riconosciuto da tutti come un bullo violento, pestifero, prepotente, sfacciato e svogliato, trasformandosi poi in un adolescente stralunato, sempre incline agli scherzi e alle maniere forti: talvolta non sembra nemmeno prender atto della crudeltà dei suoi gesti. Si rende conto di essere isolato dal gruppo scolastico a causa di questi gesti e della sua stupidità: in effetti risulta incapace di comprendere anche i concetti più elementari. Reese ammette che purtroppo è aggressivo perché, nella propria insicurezza, teme che tutti lo reputino uno stupido per via di opinioni preconcette. Crescendo, deciderà di lasciare la casa di famiglia e risulterà capace di rimettere a posto la media scolastica (complice l'assenza dello sgradevole clima famigliare), ma dovrà tornare a casa perché incapace di gestire il denaro. Ammira il fratello maggiore Francis, è legato a Malcolm da affetto e rivalità e bullizza continuamente il piccolo Dewey. È sempre in contrasto con i suoi genitori, in particolar modo con sua madre, la quale ammette che è proprio Reese il figlio da salvare e su cui concentrare le energie perché da solo non può cavarsela. Tranne che in rare occasioni, è completamente incapace di fare colpo sulle belle ragazze, e davanti alle delusioni amorose diventa fragile e ipersensibile. Sembra non avere amici: l'unica menzionata è un'affezionata ragazza che ha prestato servizio militare insieme a lui (tra la fine della quinta e l'inizio della sesta stagione). Ha lavorato, tra gli altri, come macellaio, dove afferma che "i macellai bestemmiano in spagnolo"; come operatore in una compagnia che vendeva purificatori; come aiutante nelle disinfestazioni; come bidello nella sua scuola (ultima puntata), quando lascerà definitivamente la casa di famiglia andando a convivere con Craig. Reese ha la capacità di "spegnere" il suo cervello, compiendo azioni solo sotto ordini altrui, non ricordando nulla di quello che è successo una volta "riacceso". Reese sembra essere l'unica persona di famiglia che rispetta ed è rispettata dalla nonna Ida. La nonna è proprio colei che lo porterà al matrimonio con una certa Raduca, a Las Vegas, relazione che avrà vita breve a causa dell'infedeltà della ragazza. Come ogni Wilkerson, Reese ha dei talenti innati: oltre ad essere abile negli sport, il ragazzo è un eccellente cuoco, attività che pare essere l'unico modo per distrarlo dalla violenza.
- Dewey Wilkerson (stagioni 1-7), interpretato da Erik Per Sullivan, doppiato da Francesca Manicone (st.1-5) e Furio Pergolani (st. 6-7).[1]
È il quartogenito. Nelle prime stagioni è un bambino fastidioso, vivace, con una forma di autismo che soffre il ruolo marginale che ricopre in famiglia. Vive in un mondo tutto suo, parla con gli animali (anche le mosche) come se gli rispondessero e ignora il mondo che lo circonda. Pian piano si trasforma, però, in un ragazzino acuto e molto sarcastico. Prova un odio feroce verso Malcolm e Reese, dei quali è la vittima preferita, tanto che, nelle rare circostanze di vantaggio su di loro, non esita a essere crudele e vendicativo, umiliandoli e ridicolizzandoli. In altri contesti è complice delle loro malefatte e in qualche modo comunque legato a loro. Al contrario adora Francis e si dimostra un buon fratello maggiore con Jamie. Nella quinta stagione si ritrova a studiare nella classe dei bambini emotivamente instabili, ciò è dovuto al fatto che Malcolm e Reese hanno svolto al suo posto un test per il QI facendolo passare per un ragazzino problematico, tuttavia in quella classe si trova molto bene ed è accolto dai compagni. È molto empatico, forse l'unico che riesce a capire la quotidiana infelicità dei genitori. È più moralista e riflessivo rispetto a Malcolm e Reese, nonché meno cinico. Non metabolizza lo zucchero, perciò le caramelle lo fanno letteralmente andare fuori di testa. Dewey dimostra in varie occasioni di possedere anche lui una spiccata intelligenza, certo oscurata dalla prepotenza dei fratelli. Nell'ultima puntata scopre le bellezze e i vantaggi di essere il fratello maggiore di Jamie, visto che Reese e Malcolm sono fuori casa. Sempre nella stessa puntata, la famiglia gli rivela che il suo destino programmato è di vivere una bella vita e di arricchirsi divertendosi, forse controbilanciando gli anni di abusi da parte dei fratelli e di disinteresse da parte dei genitori. Come ogni Wilkerson, Dewey ha dei talenti innati: ha un orecchio musicale finissimo e sa suonare e comporre arie da pianoforte, oltre ad essere un abilissimo prestigiatore e un ottimo cantante.
- Hal Wilkerson (stagioni 1-7), interpretato da Bryan Cranston, doppiato da Roberto Chevalier.[1]
È un uomo molto sensibile, di buon cuore, ma anche inetto, emotivamente instabile (spesso incline al pianto) e ingenuo. Nella famiglia tiene per sé il ruolo del "genitore buono", perciò la sua autorità sui ragazzi è alquanto velleitaria. Sovente risolvere i suoi problemi con atteggiamenti meschini o nascondendosi dietro le menzogne. Si ritiene un appassionato delle moto, dei pattini (da giovane era un grande pattinatore, e ha un metodo di insegnamento piuttosto ridicolo ma efficace), del gioco d'azzardo, delle Porsche, del Table Skittles e in generale consuma molto tempo, soldi ed energie in ridicole futilità. In passato era lui il "genitore cattivo", mentre Lois non riusciva a farsi rispettare dal piccolo Francis, ma anche nella serie dimostra di avere ancora un solido pugno di ferro. Ama follemente sua moglie Lois, ammettendo di non guardare nessun'altra donna oltre lei, a tratti in modo ossessivo e dipendente, quasi non vedendone i difetti e ritenendo che il suo carattere inflessibile sia il collante di famiglia. È implicito però che sia stato proprio il carattere intimidatorio e pretenzioso di Lois a trasformarlo in un uomo insicuro e volubile: la loro unione è palesemente disfunzionale, a e tenerla in piedi è la dipendenza del marito verso la moglie, conseguenza del fatto che quella di Hal è ormai una vita priva di obiettivi e aspirazioni. Benché sia innegabile il loro profondo amore, molte volte è stato sottolineato quanto il loro matrimonio sia immaturo. Hal non ha mai digerito l'allontanamento di Francis, dimostrandogli di tenerci in numerose volte, percorrendo migliaia di chilometri per andare a trovarlo all'accademia militare; ha dichiarato che avrebbe partecipato volentieri al suo matrimonio; quando era bambino, gli ha promesso di fare un viaggio in moto, promessa mantenuta nella penultima stagione. Hal non ha mai avuto un sostegno emotivo da parte di suo padre, un uomo benestante che sostiene invece il resto dei figli (anche economicamente). Reese e Lois sono gli unici a conoscenza del suo sonnambulismo (di cui nemmeno Hal è consapevole) che si manifesta solo quando è enormemente stressato: durante questa fase, ascolta qualunque ordine, eseguendolo una volta sveglio senza sapere il motivo. Hal lavora in una ditta come semplice impiegato: quando la ditta fallisce, è trascinato in tribunale dalla CIA come capro espiatorio della ditta, ma si salva con l'aiuto di Malcolm: tutti gli avvenimenti contro di lui avvenivano di venerdì, e lui in quel giorno per 15 anni non è mai andato a lavorare, preferendo svagarsi nei modi più disparati e assurdi. Nelle ultime puntate trova comunque un nuovo lavoro. Tramite Malcolm, che lega con Stevie Kenarban, anche Hal lega con suo padre Abe e i suoi amici. Nell'ultima puntata pensa che tutto sia finalmente andato a posto, quand'ecco che Lois si ritrova nuovamente incinta. Come ogni Wilkerson, Hal ha dei talenti innati: è un eccellente pattinatore artistico, oltre che ottimo pittore, marciatore e parrucchiere.
- Lois Wilkerson (stagioni 1-7), interpretata da Jane Kaczmarek, doppiata da Pinella Dragani.[1]
È la madre di Malcolm e dei suoi fratelli, moglie di Hal. Lois è vista dai figli come la genitrice severa, meschina, egoista, irascibile, narcisista, odiosa, eccentrica e iper-autoritaria che ha sempre ragione (comicamente esagerata), anche se a tratti di buon cuore, sensibile e competente, che tiene all'educazione dei figli. A volte Lois punisce i ragazzi per un nonnulla se esso è avvenuto dopo un'altra serie di malefatte, una su tutte aver mandato Francis all'Accademia Militare per aver messo il piercing al naso (dopo una serie di malefatte). Per la sua ferocia, quando è nervosa, molta gente ha paura a trovarsi faccia a faccia con lei. Hal e i suoi figli non hanno mai avuto un animale domestico in casa proprio perché Lois lo ha sempre proibito in maniera tassativa. Inconsapevolmente è proprio lei la ragione dell'isolamento della famiglia Wilkerson: tutti i vicini rifiutano qualsiasi contatto con loro solo perché non sopportano Lois. Non è mai stata accettata dalla famiglia di Hal; ha un brutto rapporto anche con sua sorella Susan, la quale al contrario ha una vita appagante, e con i genitori, per certi versi di carattere peggiore del suo, che la ritengono una figlia di serie B. Talvolta si lancia in crociate idealistiche da cui risulta una piantagrane. L'autorità di Lois è circoscritta solo nel cotesto famigliare, infatti fuori dalle mura domestiche, in varie occasioni, si è dimostrata priva di ascendente e incapace di farsi rispettare, quasi a bilanciare il fatto che per il marito e i figli la sua autorità è imprescindibile. Lois e suo marito si amano molto e con grande passione, per quanto lei abbia ammesso di amarlo meno di quanto venga amata, trovando il marito a tratti ridicolo ma rassegnandosi al fatto di poter essere sopportata solo da lui: Hal ha ammesso che la propria consolazione sta proprio nella sua consapevolezza che Lois non può essere amata da nessun altro oltre dal marito. È ossessionata da Malcolm e dal bisogno di controllargli la vita, canalizzando al meglio le sue capacità, odiando persino l'idea che lui abbia una fidanzata, in quanto distraente. Lois lavora al Lucky Aide, modesto supermercato di quartiere, infatti benché da giovane avesse grandi ambizioni non è stata capace di realizzarle, questo è il motivo per cui vuole fare di Malcolm un uomo di successo. Nell'ultima puntata Lois è nuovamente incinta. Anche non avendo il sangue dei Wilkerson, Lois ha dei talenti innati: sa fischiettare arie che durano ore ed è un'ottima battitrice di baseball.
- Francis Wilkerson (stagioni 1-7), interpretato da Christopher Kennedy Masterson, doppiato da Stefano Crescentini.[1]
È il primogenito. Prima della serie era irriverente, scapestrato, vandalo, irresponsabile, pertanto viene spedito dalla madre alla Marlin Academy in Alabama dove continua ad infrangere le regole e ad avere un comportamento scorretto, per il quale ogni volta riceve dure punizioni. È ossessionato dall'influenza mentale di Lois e ogni occasione per lui è buona per rinfacciare alla madre torti veri o presunti da lei ricevuti. Pare che sia proprio stato il carattere di Francis ad aver reso Lois autoritaria. Nonostante tutto, comunque, si vogliono bene, ed è proprio Francis ad aiutarla con il parto quando nasce Jamie.  Tanto sfacciato quanto di buon cuore, leale, altruista e intraprendente, è amatissimo dai suoi fratelli (benché per sua stessa ammissione è sempre stato prepotente e violento con Reese e Malcolm) che lo vedono come un mito da cui prendere esempio, ma chiunque altro estraneo alla famiglia lo considera un teppista. Riscuote molto successo con le ragazze. Appena maggiorenne, lui e il suo amico Erik si dimettono dalla scuola senza prendere il diploma e trovano lavoro in Alaska. Francis ha agito così per punire Lois, se ne pente quando inizia a lavorare alle dipendenze di Lavernia, una donna crudele che mette in conto ai lavoratori qualsiasi minimo danno, oltre al vitto e alloggio. Qui conosce Piama, una ragazza di origini native americane, che sposa dopo poche settimane. Al fallimento della ditta in Alaska, i due viaggiano per gli Stati Uniti e, al limite dei fondi economici, conoscono Otto e Gretchen, una coppia di tedeschi che offrono lavoro a Francis nel loro ranch in Texas, il Grotto. Finalmente Francis sembra avere messo la testa a posto, tuttavia viene licenziato dal Grotto per aver sempre versato i guadagni nella cassa di una banca che credeva essere continua, ma non era tale. Alla fine Lois confessa a Francis di aver sbagliato a mandarlo all'Accademia, e questo lo porta a una crisi di panico. Nell'ultimo episodio troverà lavoro fisso come impiegato. Come ogni Wilkerson, Francis ha dei talenti innati: è un bravissimo giocatore di biliardo, oltre ad essere veramente bravo nel bucato e nel lavaggio dei vestiti.
- Jamie Wilkerson (stagioni 4-7), interpretato dai gemelli James Rodriguez e Lukas Rodriguez.
È il quintogenito. Durante la gravidanza e nelle prime puntate in cui compare, non viene mai fatto intenderne il sesso, così come la scelta del nome, valido ambosessi (l'ambiguità rende solo in lingua originale, mentre in italiano viene usato il maschile). Nell'ultimo episodio, anche in inglese, è reso palese il sesso maschile. Nonostante sia piccolo, in più di un'occasione dimostra di saper creare problemi ben più seri di quelli dei suoi fratelli maggiori, come nella puntata in cui cerca di uccidere la madre sotto l'effetto della Coca Cola datagli da Reese. Contrariamente al rapporto di superficialità e egoismo che ha sempre contraddistinto i suoi fratelli più grandi, Malcolm, Reese e Dewey sono protettivi con lui. Solo nell'episodio conclusivo si scopre che Jamie è un maschio. Nell'ultima puntata Jamie si ritrova complice delle malefatte di Dewey. Nella serie non viene menzionato un qualche suo talento naturale, come ogni appartenente alla famiglia Wilkerson.

## Personaggi secondari
- Craig Feldspar (stagioni 1-7), interpretato da David Anthony Higgins, doppiato da Roberto Gammino.[1]
È un collega di Lois al Lucky Aide. Nutre una grande attrazione (spesso palesata) verso Lois, che però lo respinge senza mezzi termini. Grosso, insulso, frustrato, fondamentalmente un bambinone, vive in un appartamento con il proprio gatto Jelly Bean (Gelatina nella versione italiana), dove coltiva passioni quali fumetti, videogiochi e prodotti tecnologici. Dopo aver affidato la casa e il gatto a Dewey mentre lui è via, al suo ritorno la ritrova completamente distrutta: perciò per un breve periodo vive con la famiglia di Malcolm, mentre i ragazzi organizzano piani per farlo sloggiare. Alla fine della serie Reese diventa co-inquilino di Craig.
- Stevie Kenarban (stagioni 1-7), interpretato da Craig Lamar Traylor, doppiato da David Chevalier.[1]
È il migliore amico di Malcolm. Stando ad una graduatoria stilata dal professor Herkabe, è il secondo ragazzo più intelligente della scuola dopo Malcolm. I due ragazzi si incontrano nella classe per geni nel primo episodio, e rimangono insieme fino alla fine della serie. Stevie è costretto su una sedia a rotelle e ha un solo polmone, al punto di avere difficoltà a parlare in maniera fluida. Prende in giro le persone con il suo sarcasmo, tramite battute taglienti, che certe volte gli procurano qualche guaio.
- Abraham "Abe" Kenarban (stagioni 1-7), interpretato da Gary Anthony Williams, doppiato da Michele Gammino (stagioni 1-2) e Simone Mori.[1]
È il devoto padre di Stevie e marito di Kitty. Inizialmente molto in ansia per le sorti del figlio disabile, assieme alla moglie, interfacciandosi alla famiglia Wilkerson capisce di poter essere più permissivo. Come Stevie lega con Malcolm, così Abe lega con Hal, al quale presenta gli altri amici Trey, Brian, Malik, e Steve con cui giocano a poker e si divertono. Abe ha un carattere debole e fragile come Hal, ma si dimostra meno inetto come padre.
- Kitty Kenarban (stagioni 1-7), interpretata da Merrin Dungey, doppiata da ?? (st. 1-2) e Rossella Acerbo (st. 3-7)[1]
È la madre di Stevie e la moglie di Abe. Kitty è generalmente molto timida e silenziosa, salvo esplodere rovinosamente, in seguito ad un consiglio datole da Lois. Kitty scompare nella quinta stagione dopo aver abbandonato la famiglia per darsi al cinema pornografico. Ritorna nella sesta stagione, sperando di essere perdonata.
- Victor e Ida, interpretati rispettivamente da Robert Loggia e Cloris Leachman, doppiati da Sandro Sardone e Miranda Bonansea.[1]
Sono i genitori di Lois. Victor non è il padre naturale di Lois, ma la cosa viene resa nota solo dopo la sua morte. Quando Ida fa la sua seconda apparizione nella serie, Victor è morto. L'anziana donna è una fumatrice accanita, cinica, offensiva, manipolatrice e razzista, proveniente da un non meglio specificato paese dell'Est Europa che ha subito una rivoluzione. Forse è la sola persona in grado di tenere testa a Lois con disinvoltura. Nonostante la sua evidente cattiveria riesce in una puntata a compiere una buona azione: salvare Dewey dall'essere investito da un camion, rimettendoci la gamba sinistra. Nelle ultime stagioni sembra sviluppare una certa affinità con Reese, mentre non riesce assolutamente a convivere pacificamente con Malcolm, che crede omosessuale, e con Francis, che disprezza fortemente, sentimento da lui ricambiato. Di Victor si sa solo che era alcolista, parimenti cattivo come la moglie, e abbandonò la propria famiglia per lavorare in una fattoria, cosa che lo rese virile, rude e autonomo, attraendo le attenzioni della futura moglie. In segreto a Ida e alle figlie, Victor aveva una seconda famiglia in Canada. Ha trattato sempre molto male Lois, la chiusa nell'armadio quando aveva 5 anni e, il giorno del matrimonio, consigliò ad Hal di trovarsi una donna migliore.
- Piama Tananahaakna (stagioni 3-7), interpretata da Emy Coligado, doppiata da Eleonora De Angelis.[1]
È la fedele moglie di Francis. Sposa il ragazzo in Alaska quando hanno entrambi 19 anni, e lei ha già un divorzio alle spalle. Cacciata fuori casa dal padre all'età di 14 anni, è riuscita comunque a cavarsela da sola. Inizialmente Lois non va molto d'accordo con Piama (essenzialmente perché hanno un carattere molto simile), ma col progredire della serie le cose fra le due donne andranno meglio. Il più delle volte funge da voce della ragione tra Francis e la sua famiglia. È grazie a lei, attraverso ricatti e minacce, che Lavernia ha cominciato a trattare meglio Francis. Non viene mai fatto vedere come lei e Francis si siano conosciuti.
- Jessica, interpretata da Hayden Panettiere, doppiata da Ilaria Latini.
È una coetanea di Malcolm, vicina di casa dei Wilkerson che appare nelle ultime stagioni. Abita per qualche giorno a casa Wilkerson, rivelandosi estremamente pianificatrice e cinica (sue vittime preferite il superficiale Reese e il presuntuoso Malcolm), al punto di poter competere con Lois. In una puntata, convince Malcolm e Reese che entrambi siano omosessuali, in modo da convincerli a portarla a vedere uno spettacolo di balletto. Scoperto l'inganno, i due cercano di metterla in cattiva luce con Lois, ma questa non si fa ingannare né da loro né dalla ragazza, della quale ha subito intuito l'indole: dato che la giovane ha dimostrato di essere l'unica, oltre a Lois stessa, a riuscire a gestire i tre ragazzi, le affida l'incarico di babysitter; la dichiara quindi non più benvenuta in casa, sapendo che questo avrebbe manipolato i figli a farla entrare di nascosto.
- Caroline Miller (stagioni 1-2), interpretata da Catherine Lloyd Burns, doppiata da Tiziana Avarista.
È l'insegnante della classe di Malcolm alle medie. Ha molto a cuore il proprio lavoro, tuttavia è costretta a lasciarlo dopo essere rimasta incinta, e sparisce di scena dopo i primi episodi della seconda stagione.
- Lionel Herkabe, interpretato da Chris Eigeman., doppiato da Massimo De Ambrosis .[1]
È il nuovo insegnante di Malcolm e prende il posto di Caroline Miller. Come Malcolm è stato un bambino prodigio, tuttavia le frustrazioni e le insoddisfazioni l'hanno reso incredibilmente cinico, odioso, sadico, antipatico, saccente e presuntuoso, a ciò si aggiunge il fatto che è caduto in miseria dopo che è stato incriminato per truffe su Internet (probabile motivo per cui poi si è accontentato di lavorare come insegnante). Non si fa scrupoli a manipolare i suoi studenti per i propri scopi. Malcolm risulta l'unico che abbia il coraggio di tenergli testa, spesso riservandogli dei tiri mancini, che Herkabe non subisce passivamente arrivando spesso a fargli dei torti, anche perché è invidioso delle potenzialità di Malcolm. In effetti Herkabe è praticamente una sorta di nemesi del protagonista.
- Comandante Edwin Spangler, interpretato da Daniel von Bargen, doppiato da Luciano De Ambrosis.[1]
È il rigido e marziale veterano a capo dell'accademia militare che frequenta Francis. Ha dozzine di ferite e problemi, ufficialmente dovuti alle esperienze in guerra, anche se in una puntata ammette di non essere mai sceso in battaglia. La presenza del ribelle Francis nell'accademia è la sua peggiore spina nel fianco. È prepotente e meschino, varie volte si evince che, più che per educare i suoi cadetti, lui è severo e ingiusto con loro principalmente per il gusto di umiliarli. Quando Francis si congeda, raggiunta la maggiore età, il colonnello lo ringrazia perché col suo temperamento ha risvegliato il suo animo combattivo militaresco da tempo sopito. Purtroppo però, l'ossessione maturata contro di lui, avendo fallito nel farlo diventare un cadetto modello, ha portato Spangler alla follia, tanto da riversare la sua frustrazione sugli altri cadetti, finendo per essere cacciato dall'accademia per aver appiccato un incendio. Spangler raggiunge Francis e Erik in Alaska, ed è lì che Francis gli procura un nuovo lavoro, ma anche da questo verrà licenziato. Finirà col dirigere una casa di riposo con la stessa cattiveria usata all'Accademia.
- Lavernia (stagione 3), interpretata da Brenda Wehle.[1]
È la crudele datrice di lavoro di Francis ed Erik nella riserva in Alaska. Lavernia comanda i suoi sottoposti col pugno di ferro, riempiendoli di debiti invece di pagarli. Piama sembra l'unica persona capace di incuterle paura. In seguito chiude la propria attività e licenzia in tronco tutti i suoi dipendenti.
- Otto e Gretchen Mankusser, interpretati rispettivamente da Kenneth Mars e Meagen Fay.[1]Coppia tedesca, proprietari del ranch per turisti Il Grotto, dove Francis e Piama lavorano per tutta la quarta e quinta stagione. Otto ha spesso comportamenti bizzarri e normalmente entrambi tendono ad avere troppa fiducia nel prossimo, tuttavia sono molto generosi. Hanno un figlio di nome Rutger, che però non ha più rapporti col padre. Francis viene cacciato dopo aver portato inconsapevolmente l'azienda sul lastrico.
- Nicki (stagione 4), interpretata da Reagan Dale Neis, doppiata da Domitilla D'Amico.
Ragazza che studia nello stesso liceo di Malcolm, lui la conosce quando gli fa da insegnante di sostegno dandole ripetizioni di trigonometria. Tra i due c'è subito attrazione, lei infatti è una ragazza avvenente ma di animo gentile, tra l'altro trova divertente il carattere riflessivo e anche fin troppo razionale di Malcolm. Suo padre è un ex militare autoritario, è curioso notare come il rapporto tra Nicki e il padre sia quasi il riflesso speculare del rapporto tra Lois e Malcolm. Alla fine Nicki lo lascia rivelandosi incapace di gestire la personalità fin troppo egocentrica di Malcolm, benché in tutta la serie quella con Nicki è stata la sua relazione più duratura.